# 班考大山
班考大山是云南省临沧市沧源佤族自治县的一条山脉，呈东北-西南走向，属窝坎大山余脉，主峰位于糯良乡境内，最高海拔2,155米。山脉地跨糯良、勐来、勐省三个乡镇，面积不详。植被为灌木林。:55

## 资料来源
1. ↑  沧源佤族自治县地方志编撰委员会. . 昆明: 云南民族出版社. 1998年12月. ISBN 7-5367-1498-X.